# Rachid Taha
Rachid Taha  (Saint-Denis-du-Sig, 18 september 1958 - Les Lilas, 12 september 2018) was een Algerijns zanger, die een eclectische mix van Algerijnse Raï en westerse rock te berde bracht.

## Levensloop
Rachid Taha is geboren in Frans-Algerije. Hij verhuisde met zijn familie in 1968 naar Straatsburg. Hij vertrok naar Lyon, waar hij fabrieksarbeider was in de Thermix-fabriek, en leerde daar enkele andere muzikanten kennen met wie hij in 1983 de groep Carte de Séjour ("verblijfsvergunning") begon, die enigszins meeliftte met de punkscene. Met hen maakte hij een wat gearabiseerde versie van het nummer Rock the Casbah van The Clash, en maakte ook andere muziek waarbij westerse en Arabische thema's gemengd werden. In 1991 verliet hij de groep en zette hij zijn carrière voort als solo-artiest. In 1998 trad hij op met Khaled en Faudel in de liveshow '1,2,3 Soleil'. Het concert vond plaats in het Palais Omnisports de Paris-Bercy in Parijs. De artiesten zongen bekende eigen nummers en enkele Algerijnse klassiekers.
Hij heeft ook naam gemaakt als componist van filmmuziek.
Taha overleed in 2018 in zijn huis op 59-jarige leeftijd aan een hartaanval.

## Discografie

### Albums
Met Carte de Séjour
| Jaar | Album             | Hoogste notering |
| Jaar | Album             | FRA              |
| ---- | ----------------- | ---------------- |
| 1983 | Carte de Séjour   | -                |
| -    | Rhorhomanie       | –                |
| 1986 | 2½ (Deux Et Demi) | –                |
| 1987 | Ramsa (Cinq)      | –                |

Solo
| Jaar       | Album                                                                               | Hoogste notering | Hoogste notering |
| Jaar       | Album                                                                               | FRA              | BEL (Wa)         |
| ---------- | ----------------------------------------------------------------------------------- | ---------------- | ---------------- |
| 1991       | Barbès                                                                              | –                | –                |
| 1993       | Rachid Taha                                                                         | –                | –                |
| 1995/ 1996 | Olé, Olé - Record label: Mango (1995) - Record label: Barclay (1996)                | –                | –                |
| 1997       | Carte Blanche                                                                       | 32               | –                |
| 1998       | Diwân - Record label: Wrasse Records                                                | 52               | –                |
| 1998       | 1,2,3 Soleils (live) - Creditit ae: Taha / Khaled / Faudel - Record label: Polygram | 4                | 14               |
| 2000       | Made in Medina - Record label: Universal                                            | 38               | –                |
| 2001       | Rachid Taha Live (Medina Tour) (live)                                               | –                | –                |
| 2004       | Tékitoi - Record label: Wrasse / Universal                                          | 63               | 84               |
| 2006       | Diwan 2 - Record label: Wrasse / Barclay                                            | 43               | –                |
| 2006       | The Best of Rachid Taha (The Definitive Collection) - Record label: Wrasse          | –                | –                |
| 2008       | Rock N Raï                                                                          | –                | –                |
| 2009       | Bonjour - Record label: Knitting Factory Records                                    | 126              | –                |
| 2013       | Zoom - Record label: Wrasse / Naïve                                                 | 96               | 145              |
| 2019       | Je suis Africain (postuum) - Record label: Naïve                                    |                  |                  |

### Singles
Met Carte de Séjour
| Jaar | Single              | Hoogste notering | Album             |
| Jaar | Single              | FRA              | Album             |
| ---- | ------------------- | ---------------- | ----------------- |
| 1984 | "Bleu De Marseille" | –                | Rhorhomanie       |
| 1986 | "Douce France"      | 42               | 2½ (Deux Et Demi) |
| 1986 | "Ramsa"             | –                | Ramsa (Cinq)      |

Solo
| Jaar | Single                                                | Hoogste notering | Hoogste notering | Album         |
| Jaar | Single                                                | FRA              | BEL (Wa)         | Album         |
| ---- | ----------------------------------------------------- | ---------------- | ---------------- | ------------- |
| 1993 | "Voilà, Voilà"                                        | –                | –                |               |
| 1997 | "Ya Rayah"                                            | 11               | –                |               |
| 1998 | "Ida"                                                 | 80               |                  |               |
| 1998 | "Abdel Kader" (Live à Bercy) (Taha / Khaled / Faudel) | 6                | 36               | 1,2,3 Soleils |
| 1999 | "Comme d'habitude" (Taha / Khaled / Faudel)           | 40               | 40               | 1,2,3 Soleils |
| 2001 | "Barra, Barra"                                        | –                | –                |               |
| 2006 | "Écoute Moi Camarade"                                 | –                | –                |               |

## Videografie
Met Carte de Séjour
- 1984: Bleu De Marseille
- 1987: Douce France

Solo
- 1991: Barbes
- 1993: Voilà, Voilà
- 1993: Indie
- 1995: Non Non Non
- 1997: Ya Rayah
- 1998: Ida
- 1999: 1,2,3 Soleils
- 2000: Hey Anta
- 2001: Rachid Taha En Concert Live Paris
- 2004: Tékitoi
- 2004: Rock El Casbah
- 2006: Écoute Moi Camarade
- 2006: Agatha
- 2007: Ma Parabole D'Honneur
- 2009: Bonjour

- Bibsys: 8073406
- Biblioteca Nacional de España: XX1571630
- Bibliothèque nationale de France: cb13932299p (data)
- Gemeinsame Normdatei: 134707478
- International Standard Name Identifier: 0000 0001 1473 8688
- Library of Congress Control Number: no98042483
- MusicBrainz: 04dd1f61-c21b-4d6a-b110-55b3c1309fa0
- Nationale Bibliotheek van Tsjechië: xx0009722
- Nationale Bibliotheek van Israël: 987007344398305171
- Nederlandse Thesaurus van Auteursnamen: 239794508
- Réseau des bibliothèques de Suisse occidentale: 02-A005511483
- SNAC: w6h44sj2
- Système universitaire de documentation: 077722299
- Virtual International Authority File: 64194663
- WorldCat: E39PBJtcCy3Y7ycwPRcgJCDjG3